# 沃姆斯普林斯 (蒙大拿州)
沃姆斯普林斯（英語：Warm Springs）是位於美國蒙大拿州鹿棧縣的非建制地區。

## 歷史
沃姆斯普林斯的郵局自1871年營運至今。

## 地理
沃姆斯普林斯所處的海拔為高於海平面1467米（即4813英呎），而該地所採用的時區為UTC-6，即北美山地時區（MST）。同時該地設有夏令時間，為UTC-7調快一小時，即UTC-6（MDT）。